# کنت تاون
کنت تاون نام حومه‌ای درون شهری در آدلاید استرالیای جنوبی است.